# NGC 2595
NGC 2595 je galaksija u zviježđu Raku.

## Vanjske poveznice
- SEDS: NGC 2595